# Муравей Радев
Муравей Георгиев Радев е български политик, министър на финансите в правителството на Иван Костов.

## Биография
Завършва ВИНС - Варна (Икономически университет-Варна днес), специалност икономика на промишлеността. До 1989 г. работи като счетоводител на различни предприятия и институти.

## Политическа кариера
Муравей Радев е член на Съюза на демократичните сили (СДС) от 1990 г. Избран е за народен представител в XXXVII, XXXVIII и XXXIX народно събрание. В правителството на Иван Костов е министър на финансите от 1997 до 2001.
През 2004 г. е сред основателите на Демократи за силна България (ДСБ), но не е включен в ръководството на партията и в листите за парламентраните избори през 2005.